# 欧仁·鲁埃

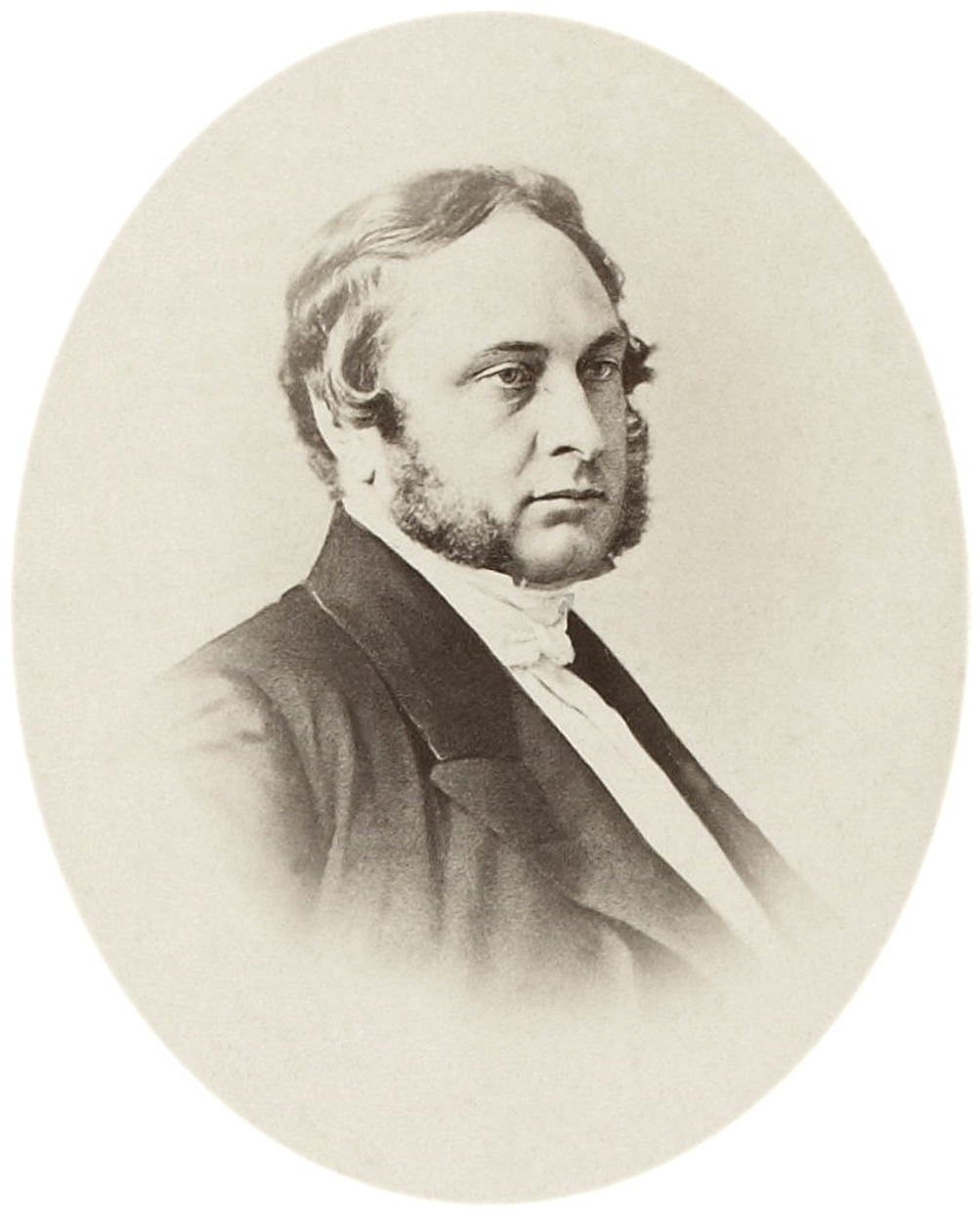
欧仁·鲁埃 (1866年)

欧仁·鲁埃（法語：Eugène Rouher，1814年11月30日—1884年2月3日），是法兰西第二帝国时期波拿巴派政治家。他于1863年至1869年担任国务委员会主席，凭借巨大的权势而被当时人称为「副皇帝」，后因反对帝国自由化而辞职。

## 文献来源
- Hugot, , Journal Officiel, 1876  [2018-03-22] （法语）
- 本条目包含来自公有领域出版物的文本: Chisholm, Hugh (编). .  23 (第11版). London: Cambridge University Press: 770. 1911.